# Wallace Smith Broecker

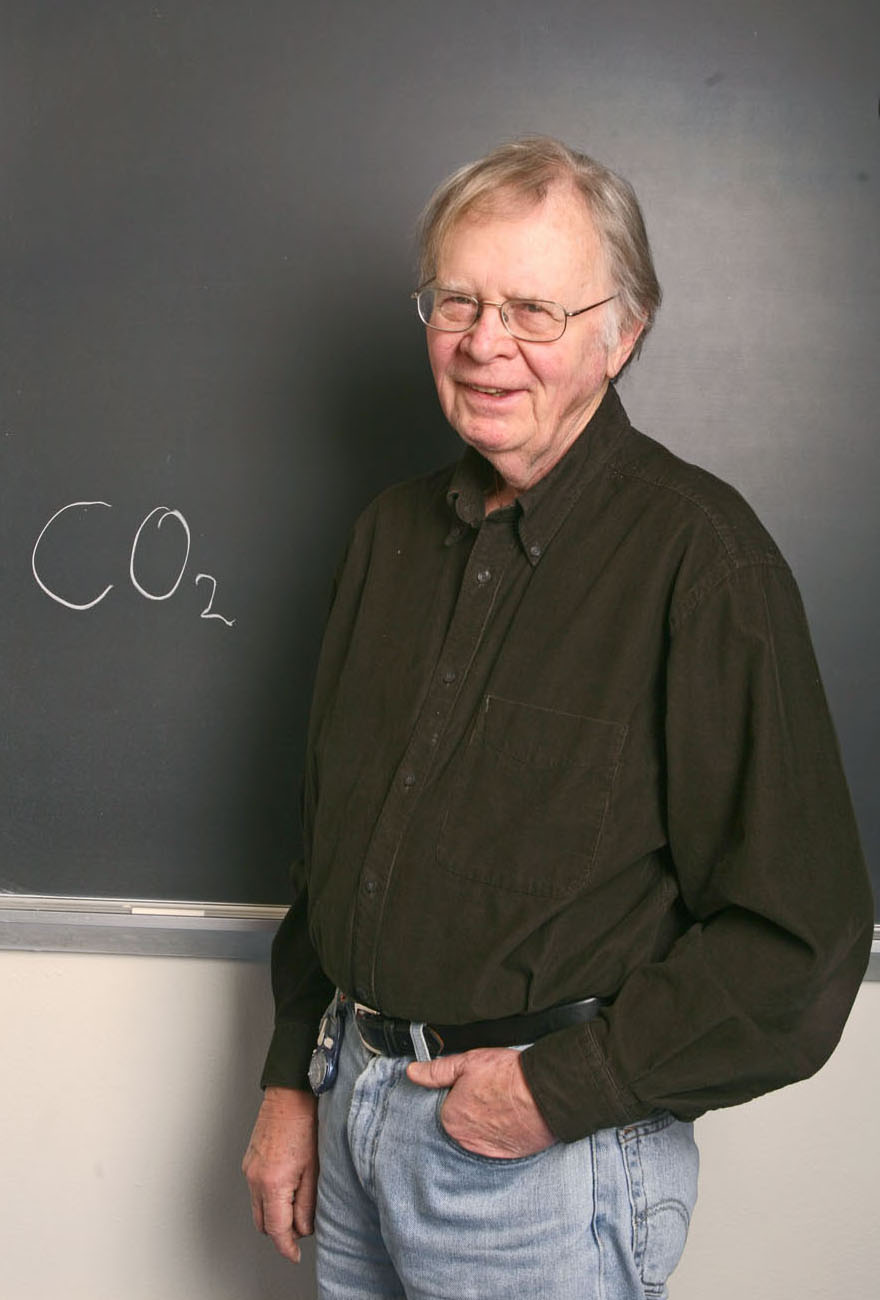
Wallace Broecker

Wallace Smith ("Wally") Broecker (Chicago, 29 november 1931 – New York, 18 februari 2019) was een Amerikaans aardwetenschapper.

## Loopbaan
Hij was als hoogleraar in de geologie verbonden aan het Lamont-Doherty Earth Observatory van de Columbia-universiteit in New York. Broecker was als onderzoeker actief in een aantal verschillende disciplines, hij heeft onder andere gepubliceerd over de geochronologie van het Pleistoceen, chemische oceanografie en koolstofdatering.
Aan Broecker zijn diverse prestigieuze wetenschappelijke prijzen uitgereikt, waaronder de Wollaston Medal in 1990. Hij wordt gezien als de bedenker van het concept van de thermohaliene circulatie en heeft baanbrekend onderzoek gedaan naar de wisselwerking tussen oceaan en klimaat. Hiervoor ontving hij in 2006 de 'Crafoord Prize in Geosciences', die wel beschouwd wordt als de "Nobelprijs van de aardwetenschappen". Tevens heeft hij in 1975 de term 'Global Warming' geïntroduceerd, als onderdeel van de titel van een artikel in Science. De New York Times noemde hem een "iconoclastische goeroe van het klimaatdebat" vanwege zijn invloedrijke en onconventionele optreden. In 2008 werd hij onderscheiden met de Balzan Prijs.
Broecker was een voorstander van mitigatie als het gaat om het oplossen van het klimaatvraagstuk, waarbij hij sceptisch stond tegenover het opslaan van CO2 op de zeebodem. Hij pleitte voor het binden en opslaan van CO2 in silo's of in ondergrondse reservoirs.
Broecker werd 87 jaar. In een videoboodschap aan een conferentie van klimaatwetenschappers op 11 februari, enkele dagen voor zijn dood, drukte Broecker zijn collega’s op het hart om radicalere oplossingen voor de klimaatverandering te overwegen, zoals geo-engineering. “Als we niets ondernemen, staan er ons nog heel wat verrassingen te wachten.”
- Bibliothèque nationale de France: cb124181534 (data)
- CiNii: DA00754023
- Gemeinsame Normdatei: 103439522X
- International Standard Name Identifier: 0000 0001 1076 3042
- Library of Congress Control Number: n82122243
- Nationale Bibliotheek van Letland: 000190251
- Mathematics Genealogy Project: 223367
- Bibliotheek van het Japanse parlement: 00434448
- Nationale Bibliotheek van Tsjechië: jn19990001112
- Nationale Bibliotheek van Israël: 987007445588305171
- Nederlandse Thesaurus van Auteursnamen: 069974187
- ORCID: 0000-0003-4816-0903
- SNAC: w60g3tq4
- Système universitaire de documentation: 033301506
- Trove: 796399
- Virtual International Authority File: 91274095
- WorldCat: E39PBJjMwTh9kMqrYcRYvDbPQq